# ذرية كثيب
ذرِّية كثيب (بالإنجليزية: Children of Dune)‏ هي رواية خيال علمي كتبها فرانك هربرت عام 1976، وهي الرواية الثالثة في سلسلة كثيب التي تتألف من ست روايات. نُشرت في الأصل على شكل سلسلة في مجلة الخيال العلمي التناظري والواقع عام 1976، وكانت آخر رواية من سلسلة كثيب تُنشر على شكل سلسلة قبل نشرها ككتاب.

## التكييفات
تم تكييف مسيح كثيب (1969) وذرِّية كثيب بشكل جماعي بواسطة قناة ساي فاي في عام 2003 إلى مسلسل قصير بعنوان ذرِّية كثيب لفرانك هربرت. يغطي المسلسل القصير المكون من ثلاثة أجزاء وست ساعات الجزء الأكبر من حبكة مسيح كثيب في الجزء الأول، ويقتبس من ذرِّية كثيب في الجزأين الثاني والثالث.